# ناهید شیرپیشه
ناهید شیرپیشه مادر پویا بختیاری از جان‌باختگان اعتراضات آبان ۹۸ و از مادران دادخواه آبان ۹۸ اهل ایران است. او از جمله مادران دادخواهی است که مأموران امنیتی بارها اقدام به بازداشت وی و ضبط لوازم الکترونیکی از جمله گوشی تلفن همراهش کرده‌اند. ناهید شیرپیشه از تهدید نیروهای امنیتی در مورد استفاده از گوشی‌های هوشمند خبرداده‌بود: «اطلاعاتی‌ها می‌گویند باید گوشی ساده غیر اندرویدی داشته باشم».
ناهید شیرپیشه در مصاحبه‌ای با بی‌بی‌سی فارسی در خصوص دغدغه داشتن پسرش پویا بختیاری در مورد ایران و مردمش می‌گوید.
«دلسوز وطنش بود، دلسوز مردم بود. عاشق تاریخ ایران بود. دغدغه‌اش ایران بود، کشورش بود جایی که به دنیا آمده، دغدغه‌اش مردمش بود که باید با این شرایط سخت زندگی کنند. متأسفانه هنوز عده‌ای در خواب غفلت به سر می‌برند و به خودشان نیامده‌اند که از زیر بار این ظلم بیرون بیایند. پویا شد صدای ۸۰ میلیون نفر مردم زجر کشیده و تحت فشار ایران. جانش رو گذاشت کف دستش.»— ناهید شیرپیشه، بی‌بی‌سی فارسی

## بازداشت و زندان
۲۰ تیر ۱۴۰۱، ناهید شیرپیشه، مادر پویا بختیاری همزمان با خانواده‌های برخی دیگر از جانباختگان آبان ۱۳۹۸، بازداشت شد. خبرگزاری فارس، افراد بازداشت شده را به ارتباط با «سرویس جاسوسی بیگانه» و دریافت پول «از یک رابط مالی خارجی» متهم کرد.

### ضرب و جرح در زندان
ناهید شیرپیشه که از ۲۰ تیر بازداشت و به بازداشتگاه نهادهای امنیتی در کرج منتقل شده بود؛ ۶ امرداد ۱۴۰۱، به زندان کچویی کرج منتقل شد. این مادر دادخواه پس از انتقال به زندان کچویی از سوی یکی از زندانیان متهم به جرائم خشن مورد ضرب و شتم قرار گرفت. زندانی حمله کننده اقدام به فشردن گلوی ناهید شیرپیشه کرده‌بود.

### محرومیت از تماس و ملاقات
۱۷ شهریور ۱۴۰۱ گزارشی مبنی بر محرومیت ناهید شیرپیشه از تماس و ملاقات با خانوده منتشر شد. در این گزارش ذکر شده، ناهید شیرپیشه که در زندان کچویی کرج در بازداشت موقت به سرمی‌برد با دستور مسئولان زندان از داشتن تماس تلفنی و ملاقات با خانواده‌اش محروم شده است.